# بیتریس اوتاندو
بیتریس اوتاندو (انگلیسی: Beatrice Utondu؛ زادهٔ ۲۳ نوامبر ۱۹۶۹) ورزشکار دو و میدانی اهل نیجریه است.
وی در مسابقات کشوری و بین‌المللی در مجموع برندهٔ ۱ مدال برنز شده‌است.